# پل معلق آمل
پل فلزی یا پل معلق آمل مربوط به دوره پهلوی است و در آمل، داخل شهر، جنب پل دوازده چشمه واقع شده‌است. پل معلق دو پل معلق یک سان کنار هم است که یکی از بناهای ارزشمند توریستی شهر و یکی از نمادهای آمل محسوب می‌شود. این پل با طول ۱۲۷ متر و عرض ۹ متر یکی از اولین نمونه‌های پل‌های بزرگ و جدید التاسیس و ارزشمند در ایران است. این پل را به این علت معلق می‌خوانند که اگر پایه‌های زیرین آن بر اثر سیل تخریب شود کمان‌هایی بالای آن را نگه می‌دارند. این پل در سال ۱۳۱۴ توسط مهندسان آلمانی و روسی شرکت اشکودا طراحی و ساخت آن توسط شرکت آلمانی سنتاب آغاز شد و در سال ۱۳۱۷ به بهره‌برداری رسید. این اثر در تاریخ ۱۳۵۳/۱۲/۰۳ با شمارهٔ ثبت ۱۵۲۴ به‌عنوان یکی از آثار ملی ایران به ثبت رسیده‌است.

## مرمت و کاربری سازه
شرکت آلمانی سازنده پل معلق، با هشداری جدی مبنی بر پایان یافتن چندین ساله زمان استفاده از این پل بر اساس تعهدات این شرکت در سال ۱۳۸۸ نیز خبر داده بود. کار مرمت پل قوسی معروف به پل معلق، پس از پشت سر گذاشتن عملیات بهسازی و مقاوم‌سازی با هماهنگی میراث فرهنگی در نیمه اول سال ۱۳۹۷ خورشیدی آغاز شد و در همین سال هم به اتمام رسید. پیش از این نیز قرار بود در سال ۱۳۹۰ بر اساس تفاهمنامه شهرداری آمل با دانشگاه صنعتی شریف و دانشگاه امیرکبیر به همراه بازسازی و مرمت این پل تاریخی، با تایید شورای ترافیک آمل در آن سال ممنوعیت تردد بر روی پل‌های تاریخی این شهر اعلام شود.

## امکانات و محوطه
وضعیت امکانات و تسهیلات تفریحی، گردشگری، حمل و نقل، اسکان در کنار و زیر این پل در فضایی باز پارک بزرگ شهر و رودخانه هراز واقع شده که محل اسکان مسافران و تفریح گردشگران شده‌است و از نظر حمل و نقل هم مکانی برای مسافران و گردشگران تعبیه شده که می‌توانند وسایل نقیله خود را در پارکینگ زیر پل پارک نموده و در آرامش کامل باشند. همچنین هتل شهر آمل هم در کنار این پل‌ها قرار دارد، از دیگر امکانات هم می‌توان از فضای سبز کناری و فضای پارک دیگر کناری آن اشاره کرد که همجوار پل دوازده چشمه است.

## نگارخانه

نمایی از پل فلزی در غروب
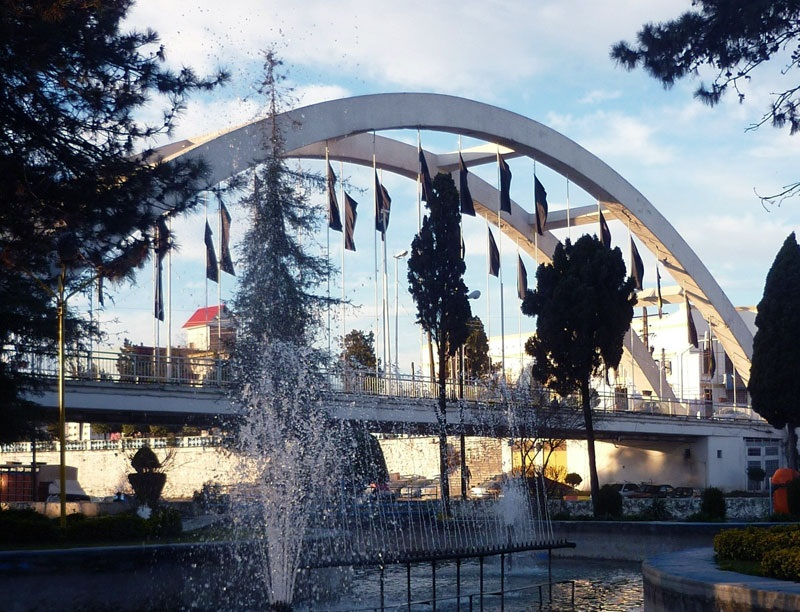
یک نیمه از پل
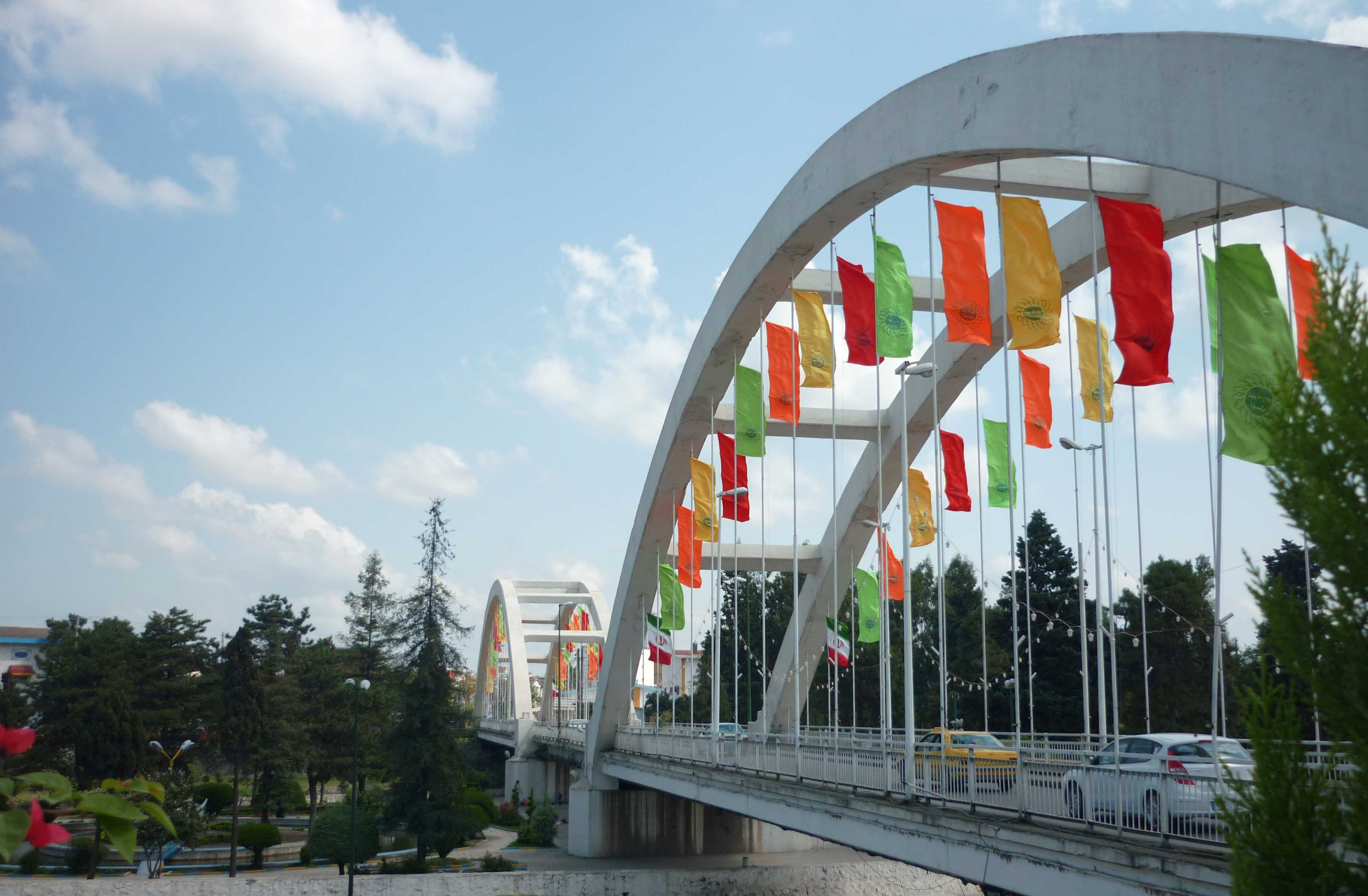
نمای سراسر نما